# Regione di Borkou-Ennedi-Tibesti
La regione di Bourkou-Ennedi-Tibesti era una delle regioni del Ciad. È stata soppressa nel 2008 e al suo posto sono state istituite 3 regioni distinte.

## Suddivisione
La regione era divisa in 4 dipartimenti:
| Dipartimento | Capoluogo    | Sottoprefetture                                         |
| ------------ | ------------ | ------------------------------------------------------- |
| Bourkou      | Faya Largeau | Borkou Yala, Faya-Largeau, Kouba Olanga, Yebibou, Yarda |
| Ennedi Est   | Bahaï        | Bahaï, Bao Billiat, Kaoura, Mourdi                      |
| Ennedi Ouest | Fada         | Fada, Gouro, Kalait, Ounianga                           |
| Tibesti      | Bardaï       | Aouzou, Bardaï, Wour, Zouar, Zoumri                     |

Comprende la Striscia di Aozou